# Because (singolo)
Because è un singolo dei musicisti Danger Mouse e Black Thought in collaborazione con Joey Bada$$, Russ e Dylan Cartlidge pubblicato il 7 luglio 2022 dalla BMG come secondo singolo estratto dall'album Cheat Codes.

## Descrizione
Il video, diretto dal team UNCANNY, rappresenta una persona al Times Square di New York di notte, che ha un'esperienza allucinogena mentre sugli schermi dei grattacieli vengono proiettati i 5 artisti che cantano i versi del brano.

## Tracce
1. Because – 4:48 (Brian Joseph Burton, Tariq Luqmaan Trotter, Jo-Vaughn Virginie Scott, Russel James Vitale, Dylan Cartlidge)